# Marie Wuytiers
Anna Maria (Marie) Barchman Wuytiers-Blaauw (Amsterdam, 29 de novembre de 1865 - Hilterfingen, 10 de març de 1944) va ser una pintora i dibuixant holandesa. Signava els seus treballs com a Marie Wuytiers.

## Biografia
Marie Blaauw era filla del comerciant d'Amsterdam Quirijn Blaauw (1827-1884) i de Francisca Ernestine Berg (1834-1903). Quan va morir el seu pare li van designar un tutor. Tanmateix, el 1886 va ser declarada major d'edat per un reial decret (el límit era de 23 anys en aquell moment) que li permetia actuar sense tutor. L'any 1890 es va casar amb Daniel Barchman Wuytiers (1851-1927), membre de la família Barchman Wuytiers. La parella vivia a l'Haia i, de manera intermitent, a Amersfoort (1895-1899) i a Hilversum (1918-1919).
Wuytiers va rebre les ensenyances de la pintora de flors de l'Haia Margaretha Roosenboom. Va exercir la pintura, el dibuix i l'aquarel·la de flors i, sobretot, va pintar natures mortes. Era membre d'Arti et Amicitiae, societat d'artistes i amants de l'art fundada el 1839, i de Sint Lucas, associació d'artistes fundada el 1880 per estudiants de l'Acadèmia Nacional d'Arts Visuals d'Amsterdam. Va fer exposicions nacionals però també va mostrar la seva obra a l'estranger. Així, per exemple, l'any 1894 es van poder veure els olis Réveil du Printemps i Souvenir d'Automne a la Segona Exposició General de Belles Arts de Barcelona, organitzada per l'Ajuntament al Palau de Belles Arts, i quatre anys més tard, a la quarta edició, una aquarel·la representant una garlanda de festa.
La seva obra va ser guardonada en diverses ocasions amb un gran premi o medalla d'or, incloses les exposicions d'Arcachon, Bordeus i Tolosa. Segons la informació que recullen els catàlegs de les exposicions barcelonines en què va participar, va ser premiada amb catorze medalles d'or en exposicions franceses, d'entre les quals es mencionen la medalla d'or a l'exposició de Limoges i el diploma d'honor i la medalla d'or a la de Nimes de 1894.
El 1931, pocs anys després de la mort del seu marit, es va establir a Suïssa. Va morir allà el 1944, als 78 anys.

## Algunes obres

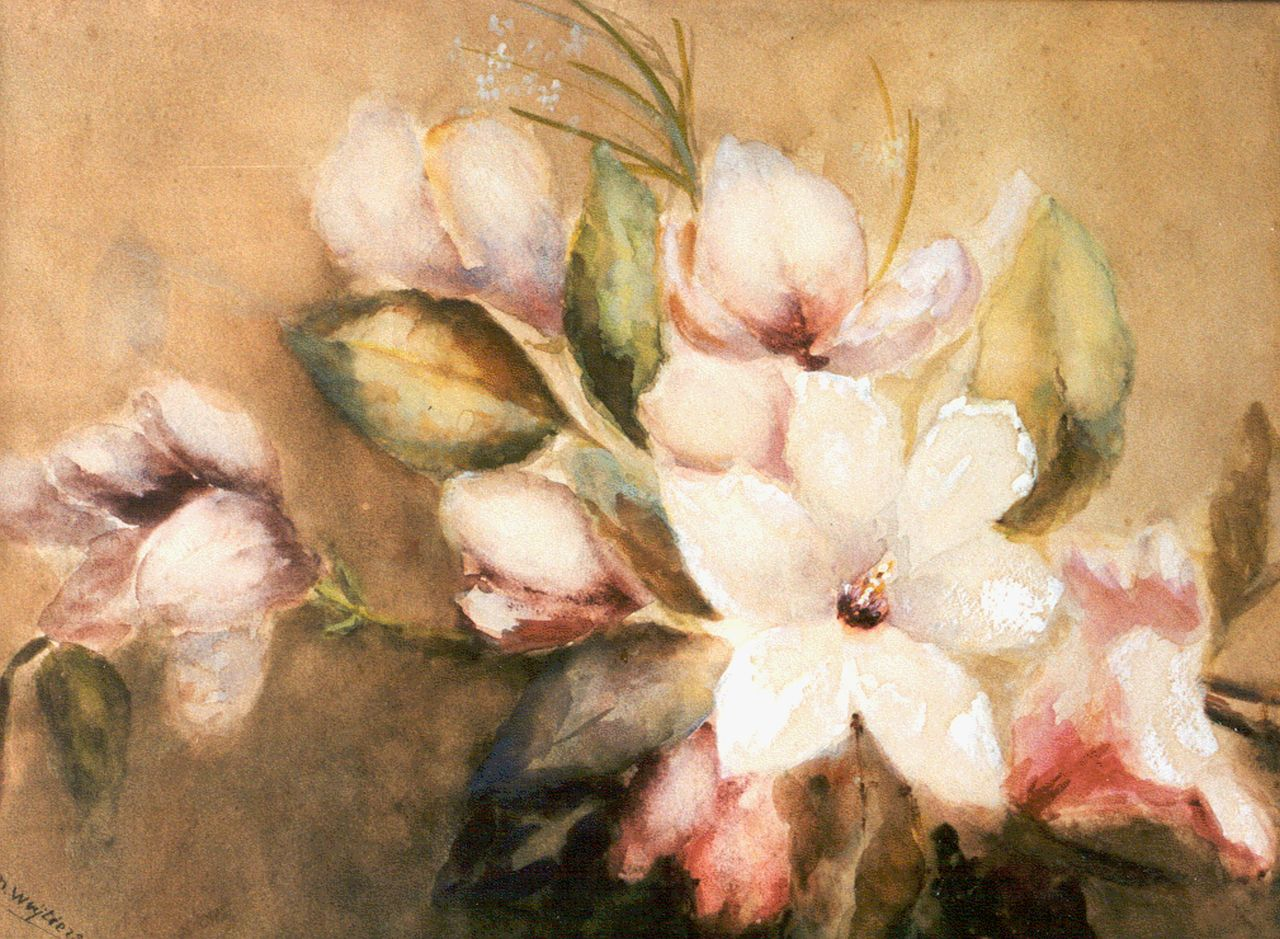
Magnoliatak (Branca de magnòlia)
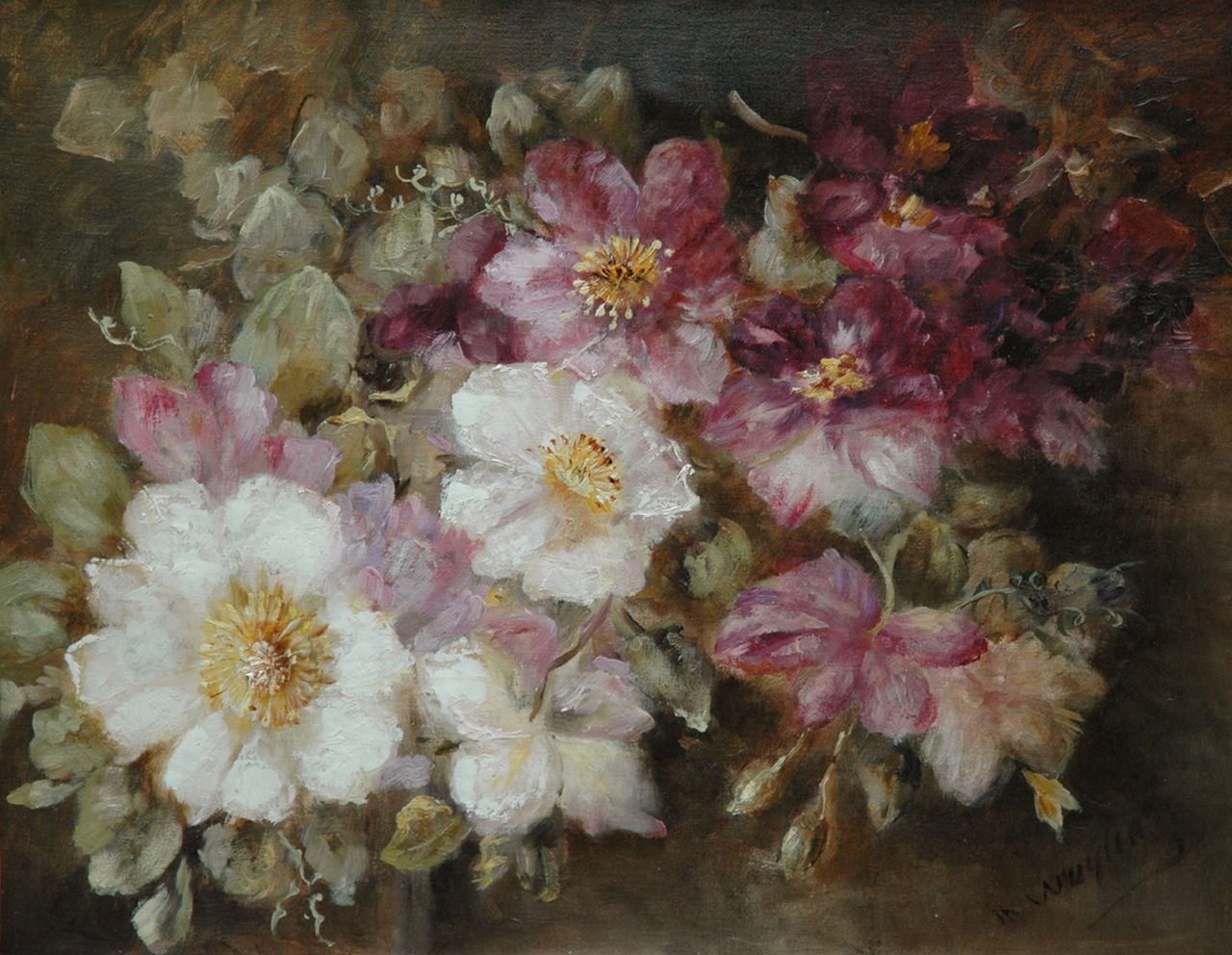
Clematis
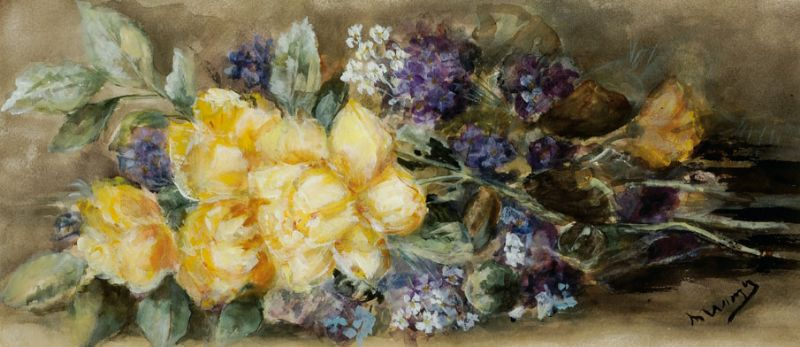
Bloemstilleven (Natura morta de flors)
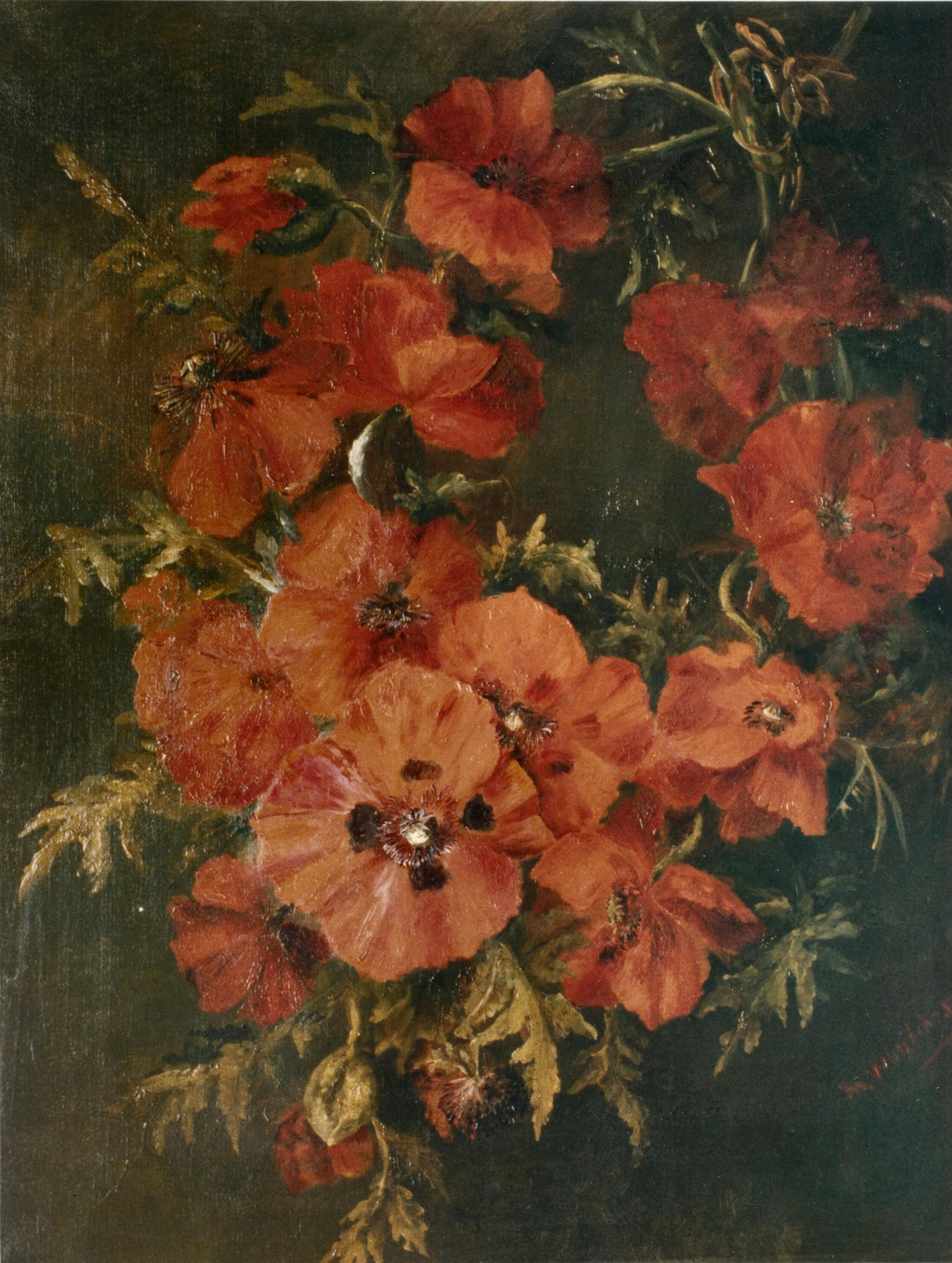
Stilleven met anemonen (Natura morta amb anemones)